# Józef Cebula (polityk)
Józef Cebula (ur. 14 marca 1938 w Komornikach, zm. 3 października 2005) – polski rolnik i polityk, poseł na Sejm PRL VIII kadencji.

## Życiorys
Uzyskał tytuł zawodowy technika rolnika, w 1957 ukończył Korespondencyjne Technikum Rolnicze w Czernichowie. W 1959 został agronomem w okolicach Zegartowic, prowadził też gospodarstwo rolne. Był zastępcą członka Naczelnego Komitetu Zjednoczonego Stronnictwa Ludowego, wiceprezesem Wojewódzkiego Komitetu ZSL w Krakowie, prezesem Gminnego Komitetu ZSL w Raciechowicach, sekretarzem koła ZSL w Komornikach, a także zastępcą przewodniczącego Gminnej Rady Narodowej w Raciechowicach oraz Gminnego Komitetu Frontu Jedności Narodu w Raciechowicach. W latach 1980–1985 pełnił mandat posła na Sejm PRL VIII kadencji w okręgu Kraków-Województwo. Zasiadał w Komisji Górnictwa, Energetyki i Chemii, Komisji Budownictwa i Przemysłu Materiałów Budowlanych, Komisji Do Spraw Samorządu Pracowniczego Przedsiębiorstw oraz w Komisji Przemysłu.
Pochowany na cmentarzu parafialnym w Raciechowicach.

## Odznaczenia
- Złoty Krzyż Zasługi
- Brązowy Krzyż Zasługi
- Złota Odznaka „Za zasługi dla ziemi krakowskiej”
- Odznaka „Zasłużony Działacz Frontu Jedności Narodu”